# Linia kolejowa Janisjarwi – Suojarwi
Linia kolejowa Janisjarwi – Suojarwi – linia kolejowa w Rosji łącząca stację Janisjarwi ze stacją Suojarwi I.
Linia zarządzana jest przez region pietrozawodzki Kolei Październikowej (części Kolei Rosyjskich).
Linia położona jest w Republice Karelii. Na całej długości jest niezelektryfikowana i jednotorowa.

## Historia
Linia powstała w 1923, gdy tereny te należały do Finlandii. Po zakończeniu II wojny światowej znalazła się w Związku Sowieckim. Od 1991 znajduje się w granicach Rosji.